# مؤسسة جيفري إبستين السادس
مؤسسة جيفري إبستين السادس (بالإنجليزية: Jeffrey Epstein VI Foundation)‏ هي مؤسسة خاصة أسسها في عام 2000 مجرم الجنس المدان في نيويورك والممول جيفري إبستين. مسجلة رسميًا باسم مؤسسة ج. إبستين السادس (بالإنجليزية: J. Epstein VI Foundation)‏، ويرمز الحرف «VI» إلى جزر العذراء، حيث كان مقر المؤسسة وكان إبستين يمتلك جزيرة خاصة. ضم مجلس إدارة المؤسسة سيسيل دي جونج، زوجة الحاكم السابق لجزر فيرجن الأمريكية، جون دي جونج [الإنجليزية].

## النشاط
في عام 2003، تعهدت المؤسسة بتقديم 30 مليون دولار لجامعة هارفارد لإنشاء برنامج الديناميكيات التطورية، الذي يديره مارتن نواك، أستاذ الرياضيات والأحياء. تلقت الجامعة 6.5 مليون دولار فقط من هذا التعهد. كما دعمت المؤسسة NEURO.tv، وهي سلسلة فيديو تضم خبراء يناقشون مواضيع تتعلق بالدماغ، ومشروع أوبن كوج [الإنجليزية]، وهي مبادرة برمجيات مفتوحة المصدر للذكاء الاصطناعي.
من عام 2005 إلى عام 2007، قامت المؤسسة بتمويل عمل عالم الوراثة جورج تشرتش من أجل «العلوم والتعليم المتطورين».
على مر السنين، جمعت المؤسسة العديد من هؤلاء العلماء في مؤتمرات لمناقشة الإجماع حول موضوعات العلوم الأساسية مثل الجاذبية والتهديدات العالمية للأرض واللغة.
بصفته ممثلاً للمؤسسة، جلس إبستاين في اللجنة الاستشارية للعقل والدماغ والسلوك في جامعة هارفارد، وشارك في معهد سانتا في، ومبادرة البيولوجيا النظرية في معهد الدراسات المتقدمة في برينستون، وبرنامج الجاذبية الكمومية في جامعة بنسيلفانيا. كما خدم إبستاين في اللجنة الثلاثية ومجلس العلاقات الخارجية.

## وصلات خارجية
- The Program for Evolutionary Dynamics نسخة محفوظة 2014-03-02 على موقع واي باك مشين.